# Meta (Missouri)
Meta é uma cidade localizada no estado americano de Missouri, no Condado de Osage.

## Demografia
Segundo o censo americano de 2000, a sua população era de 249 habitantes.
Em 2006, foi estimada uma população de 258, um aumento de 9 (3.6%).

## Geografia
De acordo com o United States Census Bureau tem uma área de
0,9 km², dos quais 0,9 km² cobertos por terra e 0,0 km² cobertos por água. Meta localiza-se a aproximadamente 197 m acima do nível do mar.

## Localidades na vizinhança
O diagrama seguinte representa as localidades num raio de 24 km ao redor de Meta.